# Chenistonia
Genre
Chenistonia est un genre d'araignées mygalomorphes de la famille des Anamidae.

## Distribution
Les espèces de ce genre sont endémiques d'Australie. Elles se rencontrent en Nouvelle-Galles du Sud, au Victoria, en Australie-Occidentale et en Tasmanie.

## Liste des espèces
Selon World Spider Catalog (version 21.0, 29/06/2020) :
- Chenistonia boranup Main, 2012
- Chenistonia caeruleomontana (Raven, 1984)
- Chenistonia earthwatchorum (Raven, 1984)
- Chenistonia hickmani (Raven, 1984)
- Chenistonia maculata Hogg, 1901
- Chenistonia montana (Raven, 1984)
- Chenistonia trevallynia Hickman, 1926
- Chenistonia tropica (Raven, 1984)

## Publication originale
- Hogg, 1901 : On Australian and New Zealand spiders of the suborder Mygalomorphae. Proceedings of the Zoological Society of London, vol. 1901, p. 218-279 (texte intégral).